# Paranisopodus araguaensis
Paranisopodus araguaensis es una especie de escarabajo longicornio del género Paranisopodus, tribu Acanthocinini, orden Coleoptera. Fue descrita científicamente por Monné M. L. y Monné M. A. en 2007.
El período de vuelo ocurre durante los meses de abril, mayo y julio.

## Descripción
Mide 9 milímetros de longitud.

## Distribución
Se distribuye por Venezuela.